# Lista över vulkaner i Kina
Detta är en lista över vulkaner i Kina.
| Namn                    | Höjd (m ö.h.) | Koordinater                         | Senaste utbrott |
| ----------------------- | ------------- | ----------------------------------- | --------------- |
| Paektusan               | 2744          | 41°59′N 128°05′Ö / 41.98°N 128.08°Ö | 1903            |
| Honggeertu              | 1700          | 41°28′N 113°00′Ö / 41.47°N 113.00°Ö | Holocen         |
| Jingbo                  | 500           | 44°05′N 128°50′Ö / 44.08°N 128.83°Ö | 520 f. Kr.      |
| Keluo Group             | 670           | 49°22′N 125°55′Ö / 49.37°N 125.92°Ö | Holocen         |
| Kunlun                  | 5808          | 35°31′N 80°12′Ö / 35.52°N 80.20°Ö   | 1951            |
| Leizhou Bandao          | 259           | 20°50′N 109°47′Ö / 20.83°N 109.78°Ö | Holocen         |
| Longgang Group          | 1000          | 42°20′N 126°30′Ö / 42.33°N 126.50°Ö | 350             |
| Tengchong               | 2865          | 25°14′N 98°30′Ö / 25.23°N 98.50°Ö   | 5050 f. Kr.     |
| Tianshan Volcanic Group | -             | 42°30′N 86°30′Ö / 42.50°N 86.50°Ö   | 650             |
| Turfan                  | -             | 42°54′N 89°15′Ö / 42.90°N 89.25°Ö   | 1120            |
| Wudalianchi             | 597           | 48°43′N 126°07′Ö / 48.72°N 126.12°Ö | 1776            |